# 二年生の夢
数学において二年生の夢（にねんせいのゆめ、英: sophomore's dream）とは、1697年に数学者ヨハン・ベルヌーイが発見した以下の恒等式(特に1つ目)を指すときの名称として用いられる。
{\displaystyle {\begin{aligned}\int _{0}^{1}{\frac {1}{x^{x}}}\,\mathrm {d} x&=\quad \sum _{n=1}^{\infty }{\frac {1}{n^{n}}}&&\scriptstyle {(=1.29128599706266354040728259059560054149861936827\dots })\\\int _{0}^{1}x^{x}\,\mathrm {d} x&=-\sum _{n=1}^{\infty }(-n)^{-n}&&\scriptstyle {(=0.78343051071213440705926438652697546940768199014\dots })\end{aligned}}}
この名前は一年生の夢と対照的に付けられた名前である(Borwein, Bailey & Girgensohn 2004)。 一年生の夢とは、誤った等式 (x + y)n = xn + yn を表す語であり、二年生の夢もこれと同じように「出来過ぎた」形をした式となっている。ただし一年生の夢と異なり、二年生の夢は実際に成り立つ式である。

## 証明

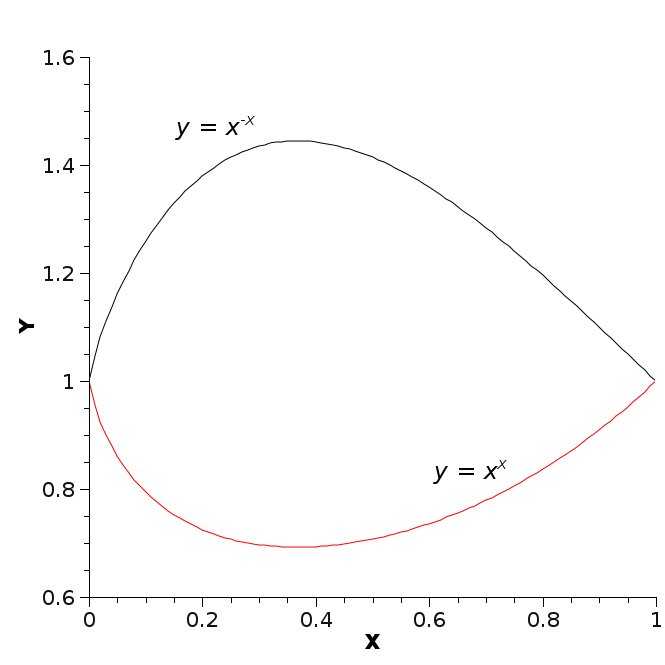
区間 x ∈ (0, 1] における y = x と y = x のグラフ。

2つ目の等式を証明する。1つ目の等式も2つ目と同様に証明が可能である。
ex の冪級数展開を用いて、被積分関数 xx を次のように展開する。
{\displaystyle x^{x}=\exp(x\log x)=\sum _{n=0}^{\infty }{\frac {x^{n}(\log x)^{n}}{n!}}}
よって、与式の左辺は以下のように表せる。
{\displaystyle \int _{0}^{1}x^{x}\,\mathrm {d} x=\int _{0}^{1}\sum _{n=0}^{\infty }{\frac {x^{n}(\log x)^{n}}{n!}}\,\mathrm {d} x}
冪級数の一様収束性より、右辺の積分と総和は以下のように交換できる。
{\displaystyle {\begin{aligned}\int _{0}^{1}\sum _{n=0}^{\infty }{\frac {x^{n}(\log x)^{n}}{n!}}{\,\mathrm {d} }x&=\sum _{n=0}^{\infty }\int _{0}^{1}{\frac {x^{n}(\log x)^{n}}{n!}}{\,\mathrm {d} }x\\&=\sum _{n=0}^{\infty }{\frac {1}{n!}}\int _{0}^{1}{x^{n}(\log x)^{n}}{\,\mathrm {d} }x\end{aligned}}}
ここで、x = exp(− u/n + 1) (0 < u < ∞) による次のような置換積分を考える。
{\displaystyle \int _{0}^{1}x^{n}(\log \,x)^{n}\,\mathrm {d} x=(-1)^{n}(n+1)^{-(n+1)}\int _{0}^{\infty }u^{n}e^{-u}\,\mathrm {d} u}
この右辺の定積分は第二種オイラー積分
{\displaystyle \int _{0}^{\infty }u^{n}e^{-u}\,\mathrm {d} u=\Gamma (n+1)=n!}
であるから、次のようになる。
{\displaystyle {\frac {1}{n!}}\int _{0}^{1}{x^{n}(\log x)^{n}}{\,\mathrm {d} }x=(-1)^{n}(n+1)^{-(n+1)}}
ゆえに
{\displaystyle {\begin{aligned}\int _{0}^{1}x^{x}{\,\mathrm {d} }x&=\sum _{n=0}^{\infty }{\frac {1}{n!}}\int _{0}^{1}{x^{n}(\log x)^{n}}{\,\mathrm {d} }x\\&=\sum _{n=0}^{\infty }(-1)^{n}(n+1)^{-(n+1)}\\&=-\sum _{n=1}^{\infty }(-n)^{(-n)}\qquad \square \end{aligned}}}

### ベルヌーイによる証明
元々の証明は Bernoulli (1697) において与えられ、のちに現代的な証明が Dunham (2005) において与えられた。これらの証明の違いは項別積分
{\displaystyle \int _{0}^{1}x^{n}(\log \,x)^{n}\,\mathrm {d} x}
の計算方法であり、このような（項別積分などの）過程の細かい差異を除けば同じである。上述の証明では置換積分によってガンマ関数を括りだす方法で計算をしているが、当時はまだガンマ関数は知られておらず、ベルヌーイは部分積分を繰り返し適用する方法で計算した。
再帰的な関係を明らかにするため二つの指数をそれぞれ別の文字で表し、次のように部分積分を行う（対数関数の原始関数の一覧を参照）。まず不定積分の計算から始めるが、積分定数 + C は定積分の計算の際に消えること、および元々の証明においても省略して計算が行われたことより以下省略する。
{\displaystyle {\begin{aligned}\int x^{m}(\ln x)^{n}\,\mathrm {d} x&={\frac {x^{m+1}(\ln x)^{n}}{m+1}}-{\frac {n}{m+1}}\int x^{m+1}{\frac {(\ln x)^{n-1}}{x}}\,\mathrm {d} x\qquad (m\neq -1)\\&={\frac {x^{m+1}}{m+1}}(\ln x)^{n}-{\frac {n}{m+1}}\int x^{m}(\ln x)^{n-1}\,\mathrm {d} x\qquad (m\neq -1)\end{aligned}}}
これにより ln x の指数が 1 減る（n → n − 1）。ここで n は整数であるから、これを繰り返すと有限回で ln x の指数が 0 となり、単なる xm の積分となって終了する。ゆえにこの積分は次のような有限和となる。
{\displaystyle \int x^{m}(\ln x)^{n}\,\mathrm {d} x={\frac {x^{m+1}}{m+1}}\cdot \sum _{i=0}^{n}(-1)^{i}{\frac {(n)_{i}}{(m+1)^{i}}}(\ln x)^{n-i}}
ただし (n)i は下降階乗冪（ポッホハマー記号）である。
ここで m = n とし、どちらも整数であるとする。
{\displaystyle \int x^{n}(\ln x)^{n}\,\mathrm {d} x={\frac {x^{n+1}}{n+1}}\cdot \sum _{i=0}^{n}(-1)^{i}{\frac {(n)_{i}}{(n+1)^{i}}}(\ln x)^{n-i}}
0 から 1 まで積分すると、右辺の和は最後の項を除いてすべて消滅し、次のようになる。
{\displaystyle {\frac {1}{n!}}\int _{0}^{1}x^{n}(\ln x)^{n}\,\mathrm {d} x={\frac {1}{n!}}{\frac {1^{n+1}}{n+1}}(-1)^{n}{\frac {(n)_{n}}{(n+1)^{n}}}=(-1)^{n}(n+1)^{-(n+1)}.}
現代的な観点から言えば、これは（縮尺の違いを除いて）異なる積分区間で第二種オイラー積分の計算をしているのに等しい。第二種オイラー積分自体も上と似たような手続きで計算することができる。

### 式
- Bernoulli, Johann (1697). Collected in Johannis Bernoulli, Opera omnia, vol. 3, pp. 376–381.
- Borwein, Jonathan; Bailey, David H.; Girgensohn, Roland (2004), Experimentation in Mathematics: Computational Paths to Discovery, pp. 4, 44, ISBN 978-1-56881-136-9
- Dunham, William (2005), “3: The Bernoullis (Johann and {\displaystyle x^{x}})”, The Calculus Gallery, Masterpieces from Newton to Lebesgue, Princeton, NJ: Princeton University Press, pp. 46–51, ISBN 978-0-691-09565-3
- OEIS, オンライン整数列大辞典の数列 A083648 and オンライン整数列大辞典の数列 A073009
- Pólya, George; Szegő, Gábor (1998), “part I, problem 160”, Problems and Theorems in Analysis, p. 36, ISBN 978-3-54063640-3
- Weisstein, Eric W. "Sophomore's Dream". mathworld.wolfram.com (英語).

- Max R. P. Grossmann (2013): Sophomore's dream. 最初の20万桁
- Danil Krotkov (2015): Generalized identity.

### 関数
- Literature for x^x and Sophomore's Dream, Tetration Forum,  03/02/2010
- The Coupled Exponential, Jay A. Fantini, Gilbert C. Kloepfer, 1998
- Sophomore's Dream Function, Jean Jacquelin, 2010, 13 pp.
- Lehmer, D. H. (1985). “Numbers associated with Stirling numbers and xx”. Rocky Mountain Journal of Mathematics 15:  461. doi:10.1216/RMJ-1985-15-2-461.
- Gould, H. W. (1996). “A Set of Polynomials Associated with the Higher Derivatives of y = xx”. Rocky Mountain Journal of Mathematics 26:  615. doi:10.1216/rmjm/1181072076.